# Wiedza i Praktyka
Wiedza i Praktyka – firma działająca w branży wydawniczej, jeden z największych dostawców informacji fachowej w Polsce w formie drukowanej (publikacje cykliczne i jednorazowe) i elektronicznej (portali branżowych, e-letterów) a także organizator szkoleń stacjonarnych i konferencji.

## Historia firmy
Wydawnictwo Wiedza i Praktyka Sp. z o.o. powstało w 1997 roku na bazie współpracy właścicieli Wydawnictwa KiK, Panów Witolda Koniecznego i Romana Kruszewskiego oraz niemieckiego wydawnictwa VNR „Verlag Norman Rentrop”, Pana Normana Rentrop. Ideą twórców firmy było stworzenie wydawnictwa dla fachowców i specjalistów, które dzięki profesjonalnym publikacjom będzie wspierać czytelników w praktycznym stosowaniu przepisów. Od 2017 r. firma nosi nazwę Wiedza i Praktyka sp. z o.o.
Od 2004 roku siedziba spółki mieści się w Warszawie przy ul. Łotewskiej 9A.
Autorem projektu logotypu Wiedzy i Praktyki jest polski malarz Wojciech Fangor.

## Publikacje[5]
W formie drukowanej:
- Aktualności księgowe
- Przegląd Płacowo-Kadrowy
- Serwis płatnika ZUS
- Aktualności BHP
- Linux Magazine

Portale internetowe:
- PortalFK.pl Serwis dla księgowych
- Portalkadrowy.pl
- PortalOświatowy.pl
- ePedagogika.pl
- PortalBHP.pl - działający od 2009 roku serwis poświęcony tematyce bezpieczeństwa i higieny pracy.
- SerwisZOZ.pl
- Prawo i Przetargi
- PoradyODO.pl
- Portal Ochrony Środowiska